# Lydia Davisová
Lydia Davisová (nepřechýleně Davis, * 15. července 1947 Northampton, Massachusetts) je americká spisovatelka povídek a také překladatelka z francouzštiny do angličtiny. Mj. přeložila první díl Proustova Hledání ztraceného času nebo Flaubertovu Paní Bovaryovou. První sbírka jejích povídek, The Thirteenth Woman and Other Stories, jí vyšla v roce 1976.
V roce 2013 získala Mezinárodní Man Bookerovu cenu.
Od roku 1974 byla vdaná za spisovatele Paula Austera, se kterým má syna Daniela a s kterým se později rozvedla. Později si vzala Alana Coteho, s nímž má syna Thea.

## Dílo (výběr)
- The Thirteenth Woman and Other Stories (1976)
- Sketches for a Life of Wassilly (1981)
- Story and Other Stories (1983)
- In a House Besieged (1984)
- Break It Down (1986)
- The End of the Story (1995)
- Almost No Memory (1997)
- Samuel Johnson Is Indignant (2001)
- Proust, Blanchot, and a Woman in Red (2007)
- Varieties of Disturbance (2007)
- The Collected Stories of Lydia Davis (2009)

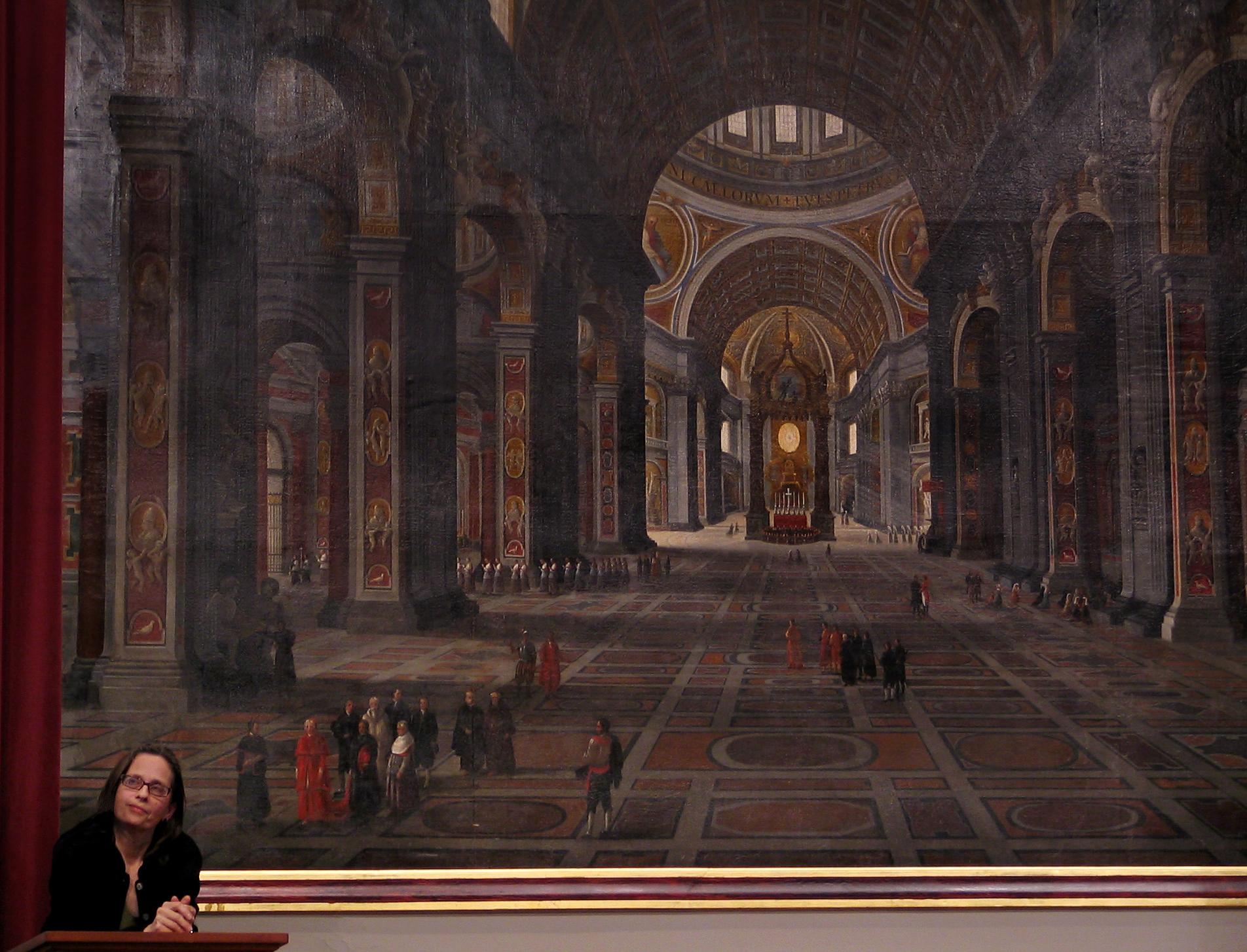
Lydia Davisová u obrazu (2006)

- The Cows (2011)
- Can't and Won't (2014)